# 承政院
承政院，又称喉臺、代言司，是朝鲜王朝傳達王命與上奏臣下報告的官廳，全院有六位承旨。
1400年（定宗二年），承政院設立。1401年（太宗元年），改名承枢院。1405年（太宗五年），從兵曹分出。1894年甲午改革改名承宣院。

## 概要
承政院是國王的機密機構，其職責主要傳達王令予各曹，上奏臣下奏折、提供意見予國王、接待中国使臣，觀察地方民政。《承政院日記》是承政院各官僚每日活動的日記，具有很高的史料價值。
洪國榮曾擔任承政院的承旨、同副承旨、左承旨、都承旨。